# プロムナイトIV
『プロムナイトIV』（原題：Prom Night IV: Deliver Us from Evil）は、1992年制作のカナダのホラー映画。
1980年制作のスラッシャー映画「プロムナイト」シリーズの4作目にしてシリーズ完結作。

## あらすじ
メアリー・ルーの命日の1957年、ハミルトン高校のプロム。学生のリサとブラッドはカーセックスの最中に謎の神父に殺害された。
二人を殺したのは宗教的狂信者で人外の力を持つ殺人鬼ジョナス神父だった。その後、ジョナス神父は教会の地下室で監禁され事態は収束するかに見えた。
それから34年後の1991年にジョナス神父は目覚め、彼を監視していたイェーガー神父と若きコリン神父を殺害し脱走する。
その頃、神学校を改築した別荘に卒業式のプロムを抜けて学生たちがやってきたのだが、そこには逃げてきたジョナス神父がうろついており、学生らを殺害していく。

## キャスト
- ミーガン　ニコール・デ・ボア
- マーク　J・H・ワイマン
- ローラ　ジョイ・タナー
- ジェフ　アレ・チャードバン
- イェーガー　ケン・マグレガー
- コリン神父　ブロック・シンプソン
- ジョナス　ジェームズ・カーバー
- リサ　クリスタ・バルマー
- ブラッド　フィル・モリソン
- ジョナサン　ファブ・フィリッポ
- ルイーズ　テア・アンドリュース
- ジェニファー　デニ・デロリー